# Carlos Hormazábal
Carlos Hormazábal Jiménez (* 4. August 1884; † 9. Juni 1947) war ein chilenischer Fußballspieler. Der Abwehrspieler absolvierte drei Länderspiele für Chile. 

## Vereinskarriere
Auf Vereinsebene spielte Carlos Hormazábal 1910 beim CD Magallanes aus der Hauptstadt Santiago de Chile. Mehr ist über die Vereinskarriere nicht bekannt.

## Nationalmannschaft
Carlos Hormazábal debütierte für Chile im ersten Länderspiel überhaupt des Landes. Im Freundschaftsspiel gegen Argentinien am 27. Mai 1910 verlor die La Roja mit 1:3. Danach absolvierte Hormazábal bei der Copa Centenario Revolución de Mayo, einem Vorläufer der heutigen Copa América, beide Partien, die gegen Uruguay mit 0:3 und Argentinien mit 1:5 verloren gingen.